# نادي بلومفونتين سيلتيك
نادي بلومفونتين سيلتيك هو نادي كرة قدم جنوب أفريقي أٌسس عام 1969. يلعب النادي في دوري جنوب أفريقيا لكرة القدم ‏.